# Teresa de la Parra
Pour les articles homonymes, voir Parra (homonymie).
Ana Teresa Parra Sanojo (17e arrondissement de Paris, 5 octobre 1889 - Madrid, 23 avril 1936) est une femme de lettres vénézuélienne, plus connue sous le nom de Teresa de la Parra, et l'un des auteurs les plus estimés de son temps.

## Biographie
Bien qu'elle ait passé la majeure partie de son existence à l'étranger, elle a su exprimer dans son œuvre littéraire l'atmosphère intime et familière du Venezuela de l'époque. Elle est venue à l'écriture à travers le journalisme et a écrit deux romans qui l'ont immortalisée dans toute l'Amérique : Ifigenia (1924) et Memorias de Mamá Blanca (1929). Son roman le plus connu, Ifigenia, a mis en scène pour la première fois dans son pays le drame d'une femme en butte à une société qui ne lui permet pas d'avoir une voix propre.
Elle était la fille de Rafael Parra Hernáiz, ambassadeur du Venezuela à Berlin, et d'Isabel Sanojo, et elle passa son enfance dans la grande hacienda familiale Tazón.
Teresa de la Parra est décédée à Madrid et est enterrée au Panthéon national du Venezuela.

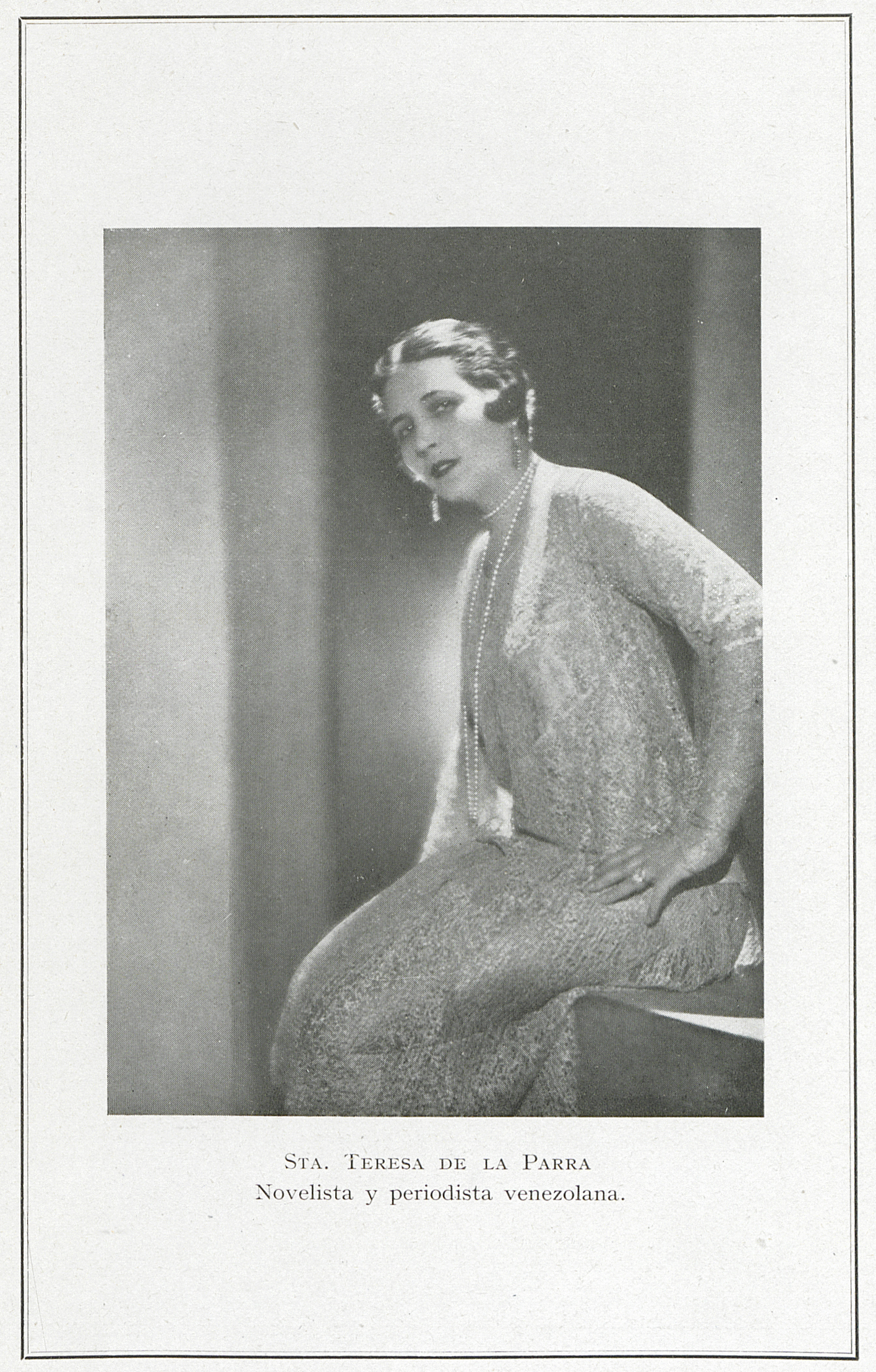
Teresa de la Parra Novelista y periodista venezolana, Extrait de : Cuba en 1928.